# 修瑞娟
修瑞娟（1936年—），女，山东青岛人，中国微循环专家，曾任第六、七、八、九、十届全国政协委员。